# 捷庫恰
48°34′30″N 30°19′28″E / 48.57500°N 30.32444°E
泰庫恰（烏克蘭語：Текуча）是位於烏克蘭中部的村莊，由切爾卡瑟州烏曼區的拉季任卡市鎮負責管轄。該村處於亞特蘭河畔，面積4.82平方公里，海拔高度187米，2001年人口1,040。